# Cibolo
Cibolo è un centro abitato degli Stati Uniti d'America situato nella contea di Guadalupe dello Stato del Texas. Parti del suo territorio sono comprese nei confini della contea di Bexar.
La popolazione era di 15.349 persone al censimento del 2010. Fa parte dell'area metropolitana di San Antonio–New Braunfels.

## Geografia fisica
Cibolo è situata a 29°34′02″N 98°14′06″W (29.567211, -98.235079), per lo più all'interno della contea di Guadalupe.

## Società

### Evoluzione demografica
Secondo il censimento del 2000, c'erano 3.035 persone, 1.092 nuclei familiari e 848 famiglie residenti nella città. La densità di popolazione era di 569,5 persone per miglio quadrato (219,9/km²). C'erano 1.176 unità abitative a una densità media di 220,7 per miglio quadrato (85,2/km²). La composizione etnica della città era formata dall'81,09% di bianchi, il 6,16% di afroamericani, lo 0,26% di nativi americani, l'1,35% di asiatici, lo 0,10% di isolani del Pacifico, l'8,11% di altre razze, e il 2,93% di due o più etnie. Ispanici o latinos di qualunque razza erano il 19,01% della popolazione.
C'erano 1.092 nuclei familiari di cui il 42,8% aveva figli di età inferiore ai 18 anni, il 65,3% aveva coppie sposate conviventi, l'8,9% aveva un capofamiglia femmina senza marito, e il 22,3% erano non-famiglie. Il 19,2% di tutti i nuclei familiari erano individuali e il 6,0% aveva componenti con un'età di 65 anni o più che vivevano da soli. Il numero di componenti medio di un nucleo familiare era di 2,78 e quello di una famiglia era di 3,19.
La popolazione era composta dal 29,4% di persone sotto i 18 anni, il 7,1% di persone dai 18 ai 24 anni, il 35,6% di persone dai 25 ai 44 anni, il 21,8% di persone dai 45 ai 64 anni, e il 6,2% di persone di 65 anni o più. L'età media era di 35 anni. Per ogni 100 femmine c'erano 91,8 maschi. Per ogni 100 femmine dai 18 anni in giù, c'erano 90,3 maschi.
Il reddito medio di un nucleo familiare era di 53.780 dollari, e quello di una famiglia era di 65.545 dollari. I maschi avevano un reddito medio di 42.557 dollari contro i 26.333 dollari delle femmine. Il reddito pro capite era di 23.988 dollari. Circa il 4,8% delle famiglie e il 6,1% della popolazione erano sotto la soglia di povertà, incluso il 7,7% di persone sotto i 18 anni e il 16,6% di persone di 65 anni o più.